# Ђуричка Ријека
Ђуричка Ријека је насеље у општини Плав у Црној Гори. Према попису из 2011. било је 254 становника (према попису из 2003. било је 274 становника).

## Демографија
У насељу Ђуричка Ријека живи 175 пунолетних становника, а просечна старост становништва износи 31,7 година (31,6 код мушкараца и 31,8 код жена). У насељу има 62 домаћинства, а просечан број чланова по домаћинству је 4,42.
Становништво у овом насељу веома је хетерогено, а у последња три пописа, примећен је пад у броју становника.
|  |

| Демографија | Демографија | Демографија |
| Година      | Становника  | Становника  |
| ----------- | ----------- | ----------- |
|             |             |             |
|             |             |             |
|             |             |             |
|             |             |             |
| 1948.       | 292         |             |
| 1953.       | 386         |             |
| 1961.       | 455         |             |
| 1971.       | 487         |             |
| 1981.       | 869         |             |
| 1991.       | 526         | 429         |
| 2003.       | 343         | 274         |
| 2011.       |             | 254         |

| Национални састав према попису из 2003.‍ | Национални састав према попису из 2003.‍ | Национални састав према попису из 2003.‍ | Национални састав према попису из 2003.‍ | Национални састав према попису из 2003.‍ |
| --------------------------------------- | --------------------------------------- | --------------------------------------- | --------------------------------------- | --------------------------------------- |
|                                         |                                         |                                         |                                         |                                         |
| Бошњаци                                 | Бошњаци                                 |                                         | 117                                     | 42,70%                                  |
| Албанци                                 | Албанци                                 |                                         | 81                                      | 29,56%                                  |
| Срби                                    | Срби                                    |                                         | 58                                      | 21,16%                                  |
| Муслимани                               | Муслимани                               |                                         | 17                                      | 6,20%                                   |

| Национални састав према попису из 2011.‍ | Национални састав према попису из 2011.‍ | Национални састав према попису из 2011.‍ | Национални састав према попису из 2011.‍ | Национални састав према попису из 2011.‍ |
| --------------------------------------- | --------------------------------------- | --------------------------------------- | --------------------------------------- | --------------------------------------- |
|                                         |                                         |                                         |                                         |                                         |
| Албанци                                 | Албанци                                 |                                         | 100                                     | 39,37%                                  |
| Бошњаци                                 | Бошњаци                                 |                                         | 93                                      | 36,61%                                  |
| Срби                                    | Срби                                    |                                         | 43                                      | 16,93%                                  |
| Муслимани                               | Муслимани                               |                                         | 17                                      | 6,69%                                   |

| Година пописа     | 1948. | 1953. | 1961. | 1971. | 1981. | 1991. | 2003. |
| ----------------- | ----- | ----- | ----- | ----- | ----- | ----- | ----- |
| Број домаћинстава | 59    | 76    | 79    | 73    | 125   | 89    | 64    |

| Број чланова      | 1  | 2 | 3  | 4  | 5 | 6  | 7  | 8 | 9 | 10 и више | Просек |
| ----------------- | -- | - | -- | -- | - | -- | -- | - | - | --------- | ------ |
| Број домаћинстава | 62 | 2 | 10 | 10 | 7 | 12 | 13 | 8 | 0 | 0         | 0      |

| Пол    | Укупно | Неожењен/Неудата | Ожењен/Удата | Удовац/Удовица | Разведен/Разведена | Непознато |
| ------ | ------ | ---------------- | ------------ | -------------- | ------------------ | --------- |
| Мушки  | 93     | 29               | 58           | 4              | 2                  | 0         |
| Женски | 99     | 25               | 57           | 13             | 3                  | 1         |
| УКУПНО | 192    | 54               | 115          | 17             | 5                  | 1         |

| Пол    | Укупно                    | Пољопривреда, лов и шумарство | Рибарство                            | Вађење руде и камена | Прерађивачка индустрија       |
| ------ | ------------------------- | ----------------------------- | ------------------------------------ | -------------------- | ----------------------------- |
| Мушки  | 41                        | 32                            | 0                                    | 0                    | 3                             |
| Женски | 11                        | 10                            | 0                                    | 0                    | 1                             |
| УКУПНО | 52                        | 42                            | 0                                    | 0                    | 4                             |
| Пол    | Производња и снабдевање   | Грађевинарство                | Трговина                             | Хотели и ресторани   | Саобраћај, складиштење и везе |
| Мушки  | 1                         | 0                             | 0                                    | 1                    | 0                             |
| Женски | 0                         | 0                             | 0                                    | 0                    | 0                             |
| УКУПНО | 1                         | 0                             | 0                                    | 1                    | 0                             |
| Пол    | Финансијско посредовање   | Некретнине                    | Државна управа и одбрана             | Образовање           | Здравствени и социјални рад   |
| Мушки  | 0                         | 0                             | 3                                    | 0                    | 0                             |
| Женски | 0                         | 0                             | 0                                    | 0                    | 0                             |
| УКУПНО | 0                         | 0                             | 3                                    | 0                    | 0                             |
| Пол    | Остале услужне активности | Приватна домаћинства          | Екстериторијалне организације и тела | Непознато            | Непознато                     |
| Мушки  | 1                         | 0                             | 0                                    | 0                    | 0                             |
| Женски | 0                         | 0                             | 0                                    | 0                    | 0                             |
| УКУПНО | 1                         | 0                             | 0                                    | 0                    | 0                             |